# Crataegus quaesita
Crataegus quaesita — вид квіткових рослин із родини трояндових (Rosaceae).

## Біоморфологічна характеристика
Це дерево чи кущ 20–50 дм заввишки. Гілки сильно плакучі (рухаються при слабкому вітрі). Молоді гілочки густо притиснуто біло запушені, 1-річні від сіро-коричневих до пурпурно-коричневих, старші сірі; колючки на гілочках прямі, 1–2-річні від пурпурно-коричневого до сірого кольору, ± дрібні, 1–2 см. Листки: ніжки листків 15–20% від довжини пластини, густо запушені, залозисті, принаймні молодими; пластини від вузько до широко клиноподібних, 1.5–3 см, ± жорсткі або ± гнучкі, основа ± клиноподібна, часток 1 або 2 з боків, верхівки часток гострі, краї цілі, іноді нечітко городчато-пилчасті на верхівці, верхівка від гострої до майже гострої, нижня поверхня злегка запушена, жилки помітно запушені, верх спочатку часто густо запушений, потім голий, жилки рідко запушені. Суцвіття 1–3(або 4)-квіткові. Квітки 10–13 мм у діаметрі; чашолистки вузько трикутні, 4 мм; пиляки кремові. Яблука зазвичай від червонувато-оранжевого до червоного забарвлення, майже кулясті, 8–10 мм у діаметрі. Період цвітіння: березень і квітень; період плодоношення: липень і серпень.

## Ареал
Ендемік південного сходу США (Флорида, Джорджія).
Населяє чагарники на піщаному ґрунті; висота зростання: 0–100 метрів.